# Careproctus micropus
Careproctus micropus és una espècie de peix pertanyent a la família dels lipàrids.

## Hàbitat
És un peix marí i batidemersal que viu entre 100 i 1.800 m de fondària.

## Distribució geogràfica
Es troba a l'Atlàntic nord-oriental: l'est de Groenlàndia, les illes Fèroe i Islàndia.

## Observacions
És inofensiu per als humans.